# Mesolithische Trialeticultuur
De Mesolithische Trialeticultuur is een archeologische cultuur van het epipaleolithicum (ofwel mesolithicum) uit de Zuidelijke Kaukasus en staat bekend om de stenen werktuigindustrie. Het is gedateerd tot de periode tussen 16.000 en 8.000 BP.
De cultuur is vernoemd naar archeologische vindplaatsen in de Zuid-Georgische cultuur-historische streek Trialeti in het Chrami-riverbekken. Deze vindplaatsen zijn onder meer Edzani in de stad Tsalka en Zoertaketi, een gebied in de gemeente Dmanisi. In Edzani is een aanzienlijk percentage van de artefacten gemaakt van obsidiaan. De economie was gebaseerd op de jacht op de West-Kaukasische toer, wild zwijn en bruine beer.
Het Kaukasisch-Anatolische gebied van de Trialetische cultuur grenst in het oosten en zuiden aan de Zarzian-cultuur van Irak en Iran, en in het zuidwesten aan de Levantijnse Natufische cultuur. 

## Vindplaatsen
Kaukasus en Transkaukasië:
- Edzani, Georgië,
- Tsjoch, Dagestan
- Kotiagrot (Kotiasklde), Tsjiatoera, Georgië

Oost-Anatolië:
- Hallan Çemi
- Nevalı Çori (enige Trialetische invloeden in een Prekeramisch Neolithicum B-context)

Trialetische invloeden zijn ook aangetoond in:
- Cafer Höyük
- Boytepe

## Kaspisch mesolithicum
Een aantal vindplaatsen in de Kaspische regio van Noord-Iran en Turkmenistan werden in het verleden ook tot de Trialetische cultuur gerekend:
- Hotu en Kamarband-grotten (Iran)
- Ali Tappeh-grot (Iran)
- Dam-Dam-Cheshme (Turkmenistan)
- Komishan-grot (Iran)

Een gedetailleerde studie van de Komishan-vindplaats stelde verschillen vast op het niveau van culturele ecologie.
Terwijl de Trialetische industrie zich ontwikkelde in steppe-riparische en berg-ecozones, zoals bijvoorbeeld in de Chrami-vallei en de bergachtige locatie van Tsjoch, vond het Kaspische mesolithicum plaats in een overgangszone tussen de Kaspische Zee, kustvlakte en Elboers-gebergte. De Kaspische mesolithische jager-verzamelaars waren aangepast aan de exploitatie van mariene hulpbronnen en hadden toegang tot grondstoffen van hoge kwaliteit, terwijl in Trialetische vindplaatsen als Tsjoch en Trialeti het materiaal over afstanden van rond 100 km geïmporteerd werd.

## Eindfase
8.000 BP is voorgesteld als de tijd waarop de achteruitgangsfase plaatsvond. Vanaf deze datum zijn de eerste bewijzen van het Jeýtun, een industrie die waarschijnlijk is geëvolueerd vanuit het Trialetisch cq. Kaspisch mesolithicum. Vanaf deze datum zijn ook de eerste neolithische vondsten in de Hotu en Kamarband-grotten.
In het zuidwesten van het Trialetische verspreidingsgebied, zoals Cafer Höyük, is de cultuur mogelijk rond 9.000 BP geëvolueerd naar een lokale versie van het Prekeramisch Neolithicum B.
Kozłowski suggereert dat de Trialetische industrie geen voortzetting lijkt te hebben in het neolithicum van Georgië (zoals bijvoorbeeld in Paloeri en Koboeleti), hoewel in 7.000 BP bepaalde microlieten vergelijkbaar met die van de Trialetische verschijnen op de Sjoelaveri-berg en Imir-berg in Marneoeli, Georgië (Sjoelaveri-Sjomoecultuur).